# Georges Placzek
Georges Placzek (né le 26 septembre 1905 à Brünn et décédé le 9 octobre 1955 à Zurich) est un physicien tchécoslovaque qui s'est démarqué en physique nucléaire,.
Avec Otto Frisch, il propose une preuve expérimentale directement observable de la fission nucléaire. Avec Niels Bohr et d'autres, il clarifie le rôle de l'uranium 235 dans une réaction en chaîne nucléaire.
Dépêché par les Britanniques, Placzek a participé aux recherches atomiques du Laboratoire national de Los Alamos pendant le Projet Manhattan de 1943 à 1946.